# Bidja
Bidja (arab. بديا) – palestyńskie miasto położone w muhafazie Salfit, w Autonomii Palestyńskiej.
Leży w zachodniej części Samarii, w otoczeniu wiosek Masha, Sannirija, Karawat Bani Hassan i Sarta, oraz żydowskich osiedli Barkan i Kirjat Natafim. Na zachód od wioski przebiega mur bezpieczeństwa oddzielający Izrael od Autonomii Palestyńskiej. Po stronie izraelskiej znajduje się osiedle Ec Efrajim.

## Historia
29 listopada 1947 roku Zgromadzenie Ogólne Organizacji Narodów Zjednoczonych przyjęło Rezolucję nr 181 w sprawie podziału Palestyny na dwa państwa: żydowskie i arabskie. Tutejsze tereny miały znajdować się w państwie arabskie i w wyniku wojny o niepodległość w 1948 znalazły się pod okupacją Jordanii.
Podczas wojny sześciodniowej w 1967 ziemie te zajęły wojska izraelskie. Władze izraelskie w 1974 dostarczyły energię elektryczną, a w 1979 wybudowały sieć wodociągową.
Po zawarciu w 1993 porozumień z Oslo tereny te znalazły się w Autonomii Palestyńskiej w obszarze o statusie „C” (są to tereny pozostające pod kontrolą izraelską).
W 2002 Izraelczycy rozpoczęli na zachodzie budowę muru bezpieczeństwa, który został ukończony w 2005. Istnieją plany wybudowania kolejnego odcinka muru bezpieczeństwa, na południe od miasta. Od lipca 2008 występują braki w zaopatrzeniu w wodę, co zmusza mieszkańców do zaopatrywania się w wodę z cystern.

## Demografia
Według danych Palestyńskiego Centrum Danych Statystycznych, w 2006 w mieście żyło 8 325 mieszkańców.

## Edukacja
W mieście znajdują się dwie szkoły męskie i dwie szkoły żeńskie. Jest tu także mieszana szkoła prywatna. Od 2007 działa tutaj Otwarty Uniwersytet Bidja (ang. Open University in Biddya).

## Gospodarka
Gospodarka opiera się na rolnictwie i sadownictwie.

## Komunikacja
Na południe od miasta przebiega droga ekspresowa nr 5  (Tel Awiw–Ari’el), brak jednak możliwości wjazdu na nią. Przez miasto przebiega droga nr 505 , którą jadąc na wschód dojeżdża się do wioski Karawat Bani Hassan i żydowskich osiedli Barkan i Kirjat Natafim, lub jadąc na zachód dojeżdża się do wioski Masha. Lokalna droga prowadzi na południe do wioski Sarta.